# 그린나래미디어
그린나래미디어는 대한민국의 영화 배급사이자 수입사이다.

## 작품 목록
| 개봉             | 영화                                 | 수입 | 배급 | 비고                         |
| ---------------- | ------------------------------------ | ---- | ---- | ---------------------------- |
| 2018년 12월 12일 | 《부탁 하나만 들어줘》               | 예   |      |                              |
| 2018년 12월 12일 | 《엘리엇과 산타 썰매단》             | 예   |      |                              |
| 2019년 1월 24일  | 《가버나움》                         | 예   | 예   | 플레이리스트와 공동 배급     |
| 2019년 5월 30일  | 《피터팬: 후크 선장과 결투의 날》    | 예   |      |                              |
| 2019년 7월 11일  | 《조》                               | 예   |      |                              |
| 2019년 7월 25일  | 《돈 워리》                          | 예   | 예   | 다날엔터테인먼트와 공동 배급 |
| 2019년 8월 28일  | 《동키 킹》                          | 예   |      |                              |
| 2019년 10월 9일  | 《쿵푸 보이》                        | 예   |      |                              |
| 2019년 11월 7일  | 《캔 유 킵 어 시크릿?》              | 예   |      |                              |
| 2019년 11월 7일  | 《패트와 매트: 우당탕탕 크리스마스》 | 예   |      |                              |
| 2019년 12월 25일 | 《와일드라이프》                     | 예   | 예   | 키다리이엔티와 공동 배급     |
| 2020년 1월 16일  | 《타오르는 여인의 초상》             | 예   | 예   | 홈초이스와 공동 배급         |
| 2020년 2월 19일  | 《하이, 젝시》                       | 예   |      |                              |
| 2020년 5월 6일   | 《레이니 데이 인 뉴욕》              | 예   | 예   | 버킷스튜디오와 공동 배급     |
| 2020년 7월 1일   | 《해피 디 데이》                     | 예   |      |                              |
| 2020년 7월 8일   | 《밤쉘: 세상을 바꾼 폭탄선언》       | 예   |      |                              |
| 2020년 8월 20일  | 《남매의 여름밤》                    |      | 예   |                              |
| 2020년 9월       | 《안티고네》                         | 예   |      |                              |